# Cinderellabåtarna

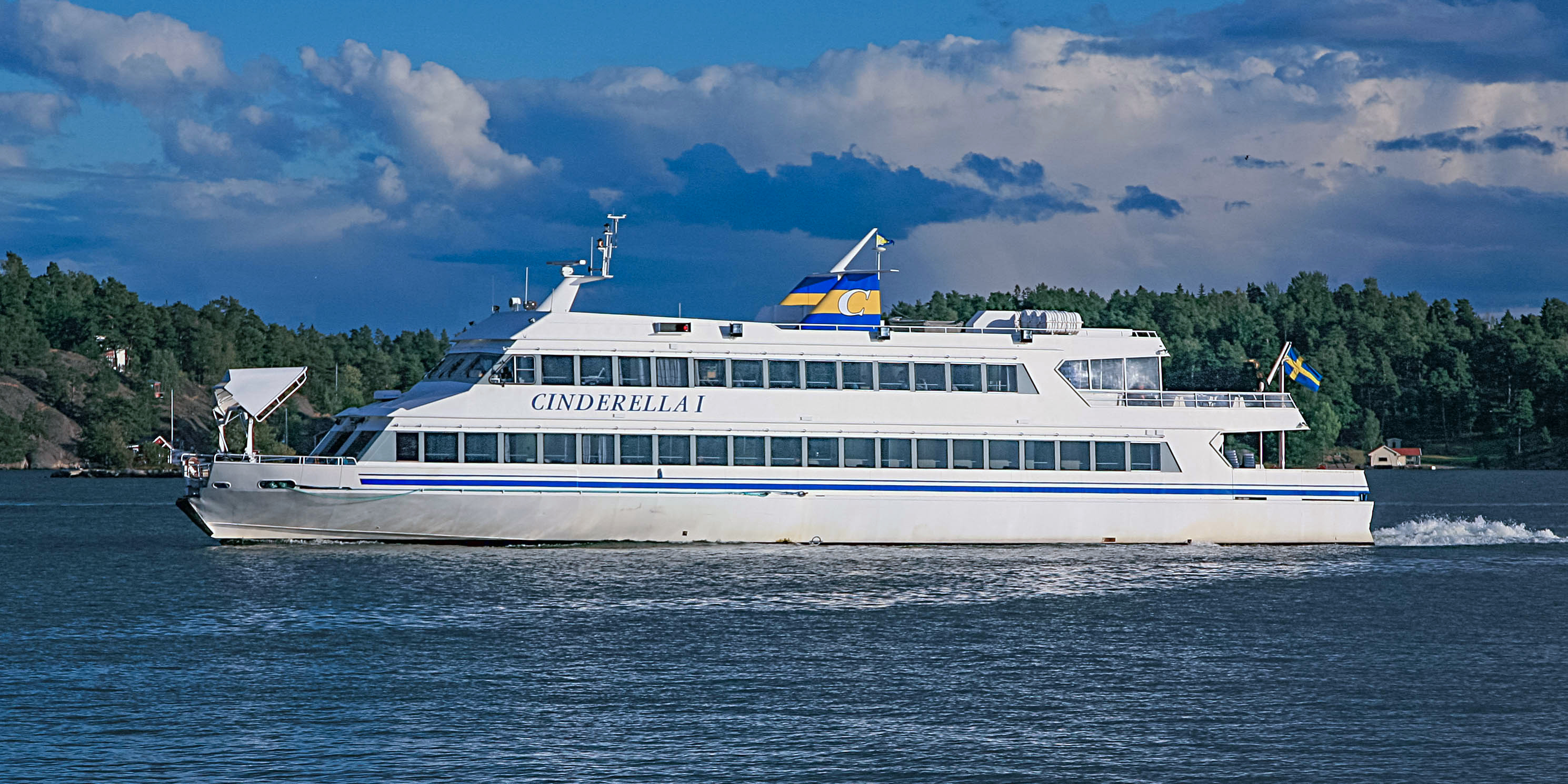
M/S Cinderella I vid Vaxholm.

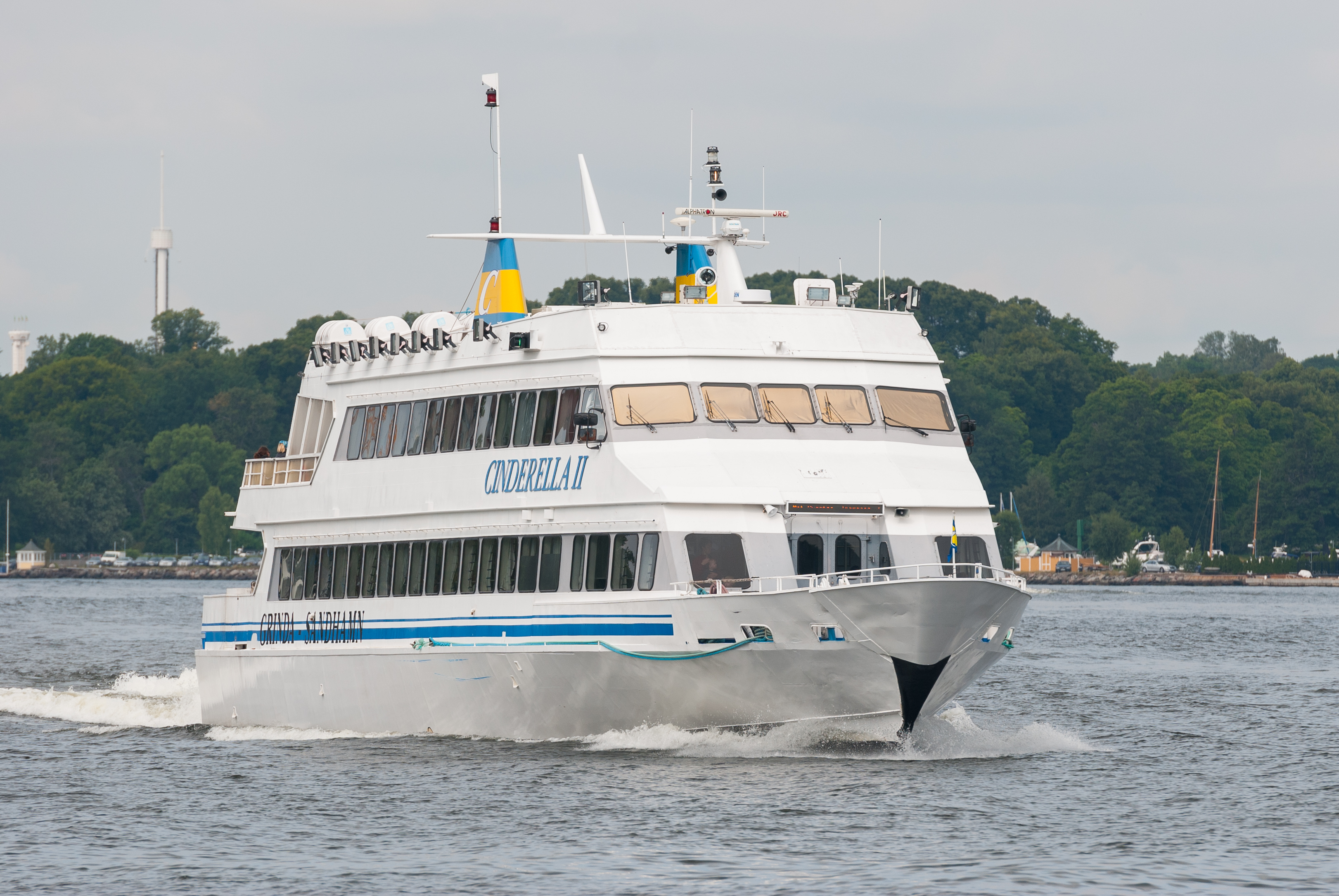
M/S Cinderella II vid Nacka Strand.

Cinderellabåtarna är ett rederi i Stockholm som drivs av Strömma Turism & Sjöfart. Fartygen utgår alla normalt från Strandvägskajen och trafikerar Stockholms skärgård och destinationer som Vaxholm, Gällnö och  Sandhamn. Trafiken upprätthålles ej vintertid.

## Fartyg

### M/SCinderella II
År 1987 byggde Marinteknik Verkstads AB i Öregrund Cinderella II. Maskineriet består av två st marindieselmotorer MTU 16V 2000 M70 som ger fartyget en maxfart av 26 knop. Cinderella II tar 450 passagerare, är 41,76 meter lång och 7,67 meter bred. Dess djupgående är 1,20 meter.

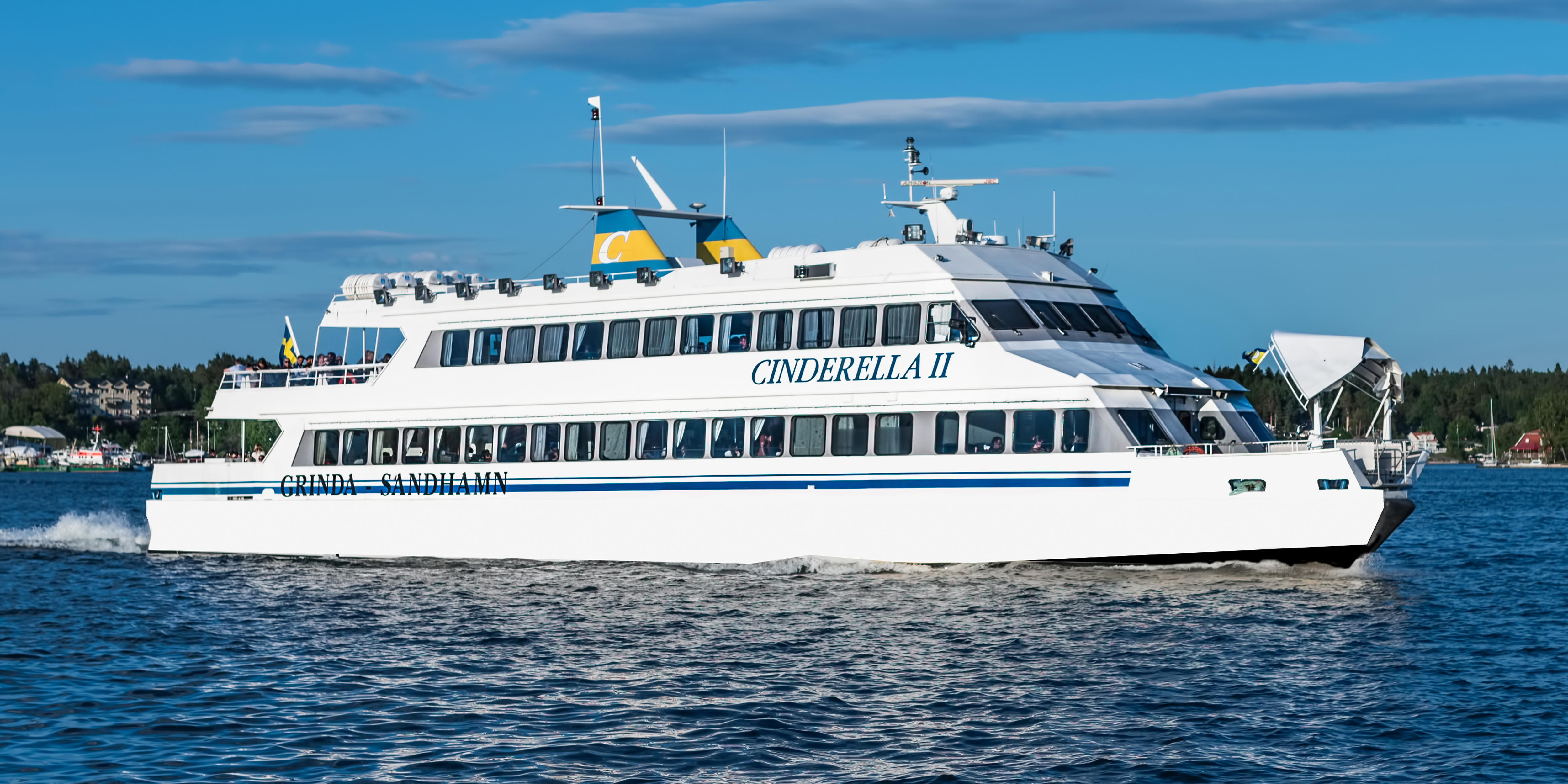
M/S Cinderella II utanför Vaxholm 2017.
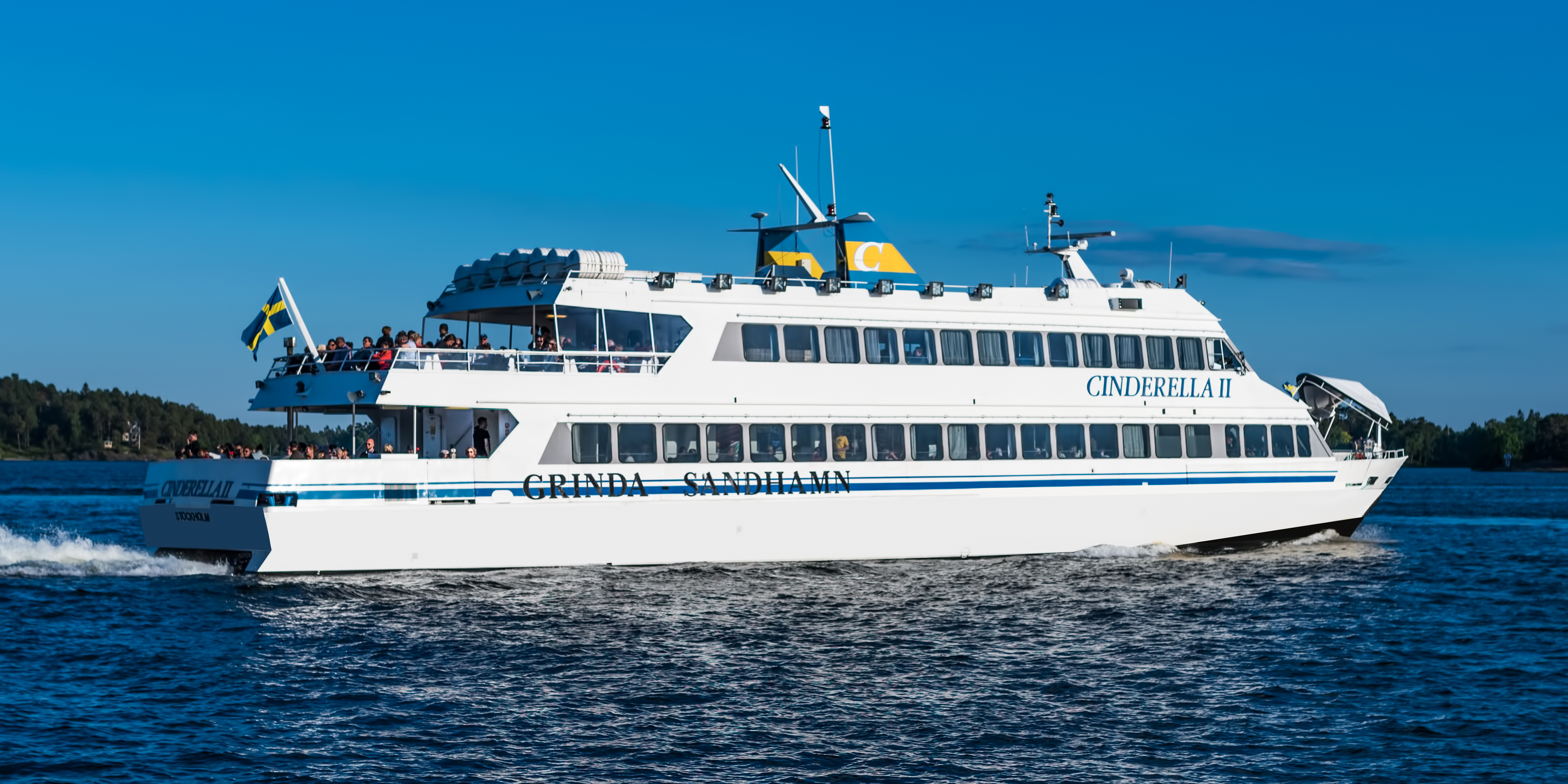
M/S Cinderella II utanför Vaxholm 2017.

## Tidigare fartyg

### M/SCinderella I
Fartyget såldes 1 december 2021 till Hartford Rederi AB och fick då hemmahamn Landskrona och namnet Tilda och trafikerar sedan dess diverse turer i Öresund.  Byggdes 1990 på Marinteknik Verkstads AB i Öregrund. Båtens längd är 41,76 meter, dess bredd 7,67 meter och djupgåendet är 1,20 meter. För framdrivningen används två st marindieselmotorer, MTU 12V 396 TB83. Maxfarten är 30 knop.

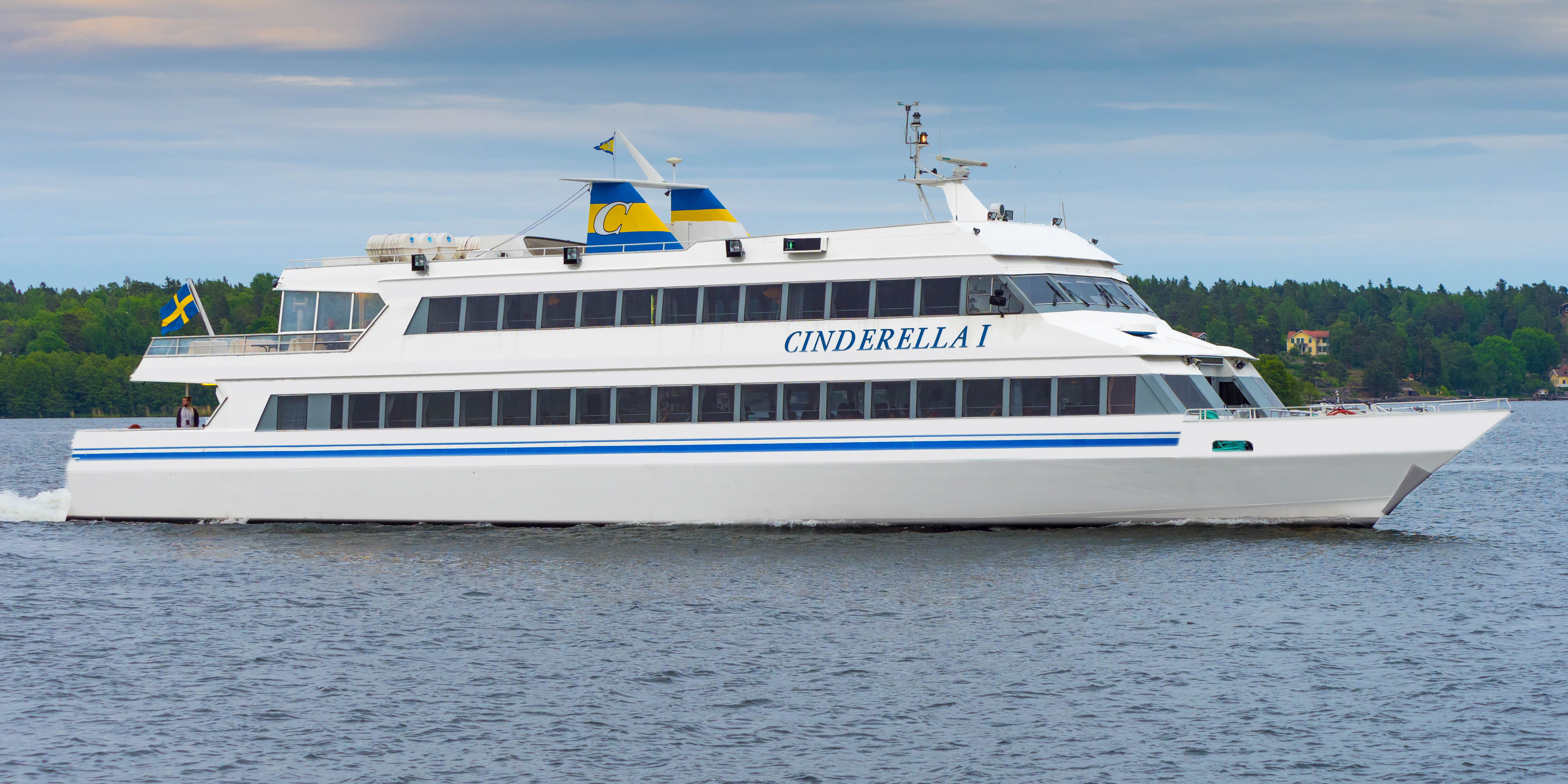
M/S Cinderella I utanför Vaxholm 2017.
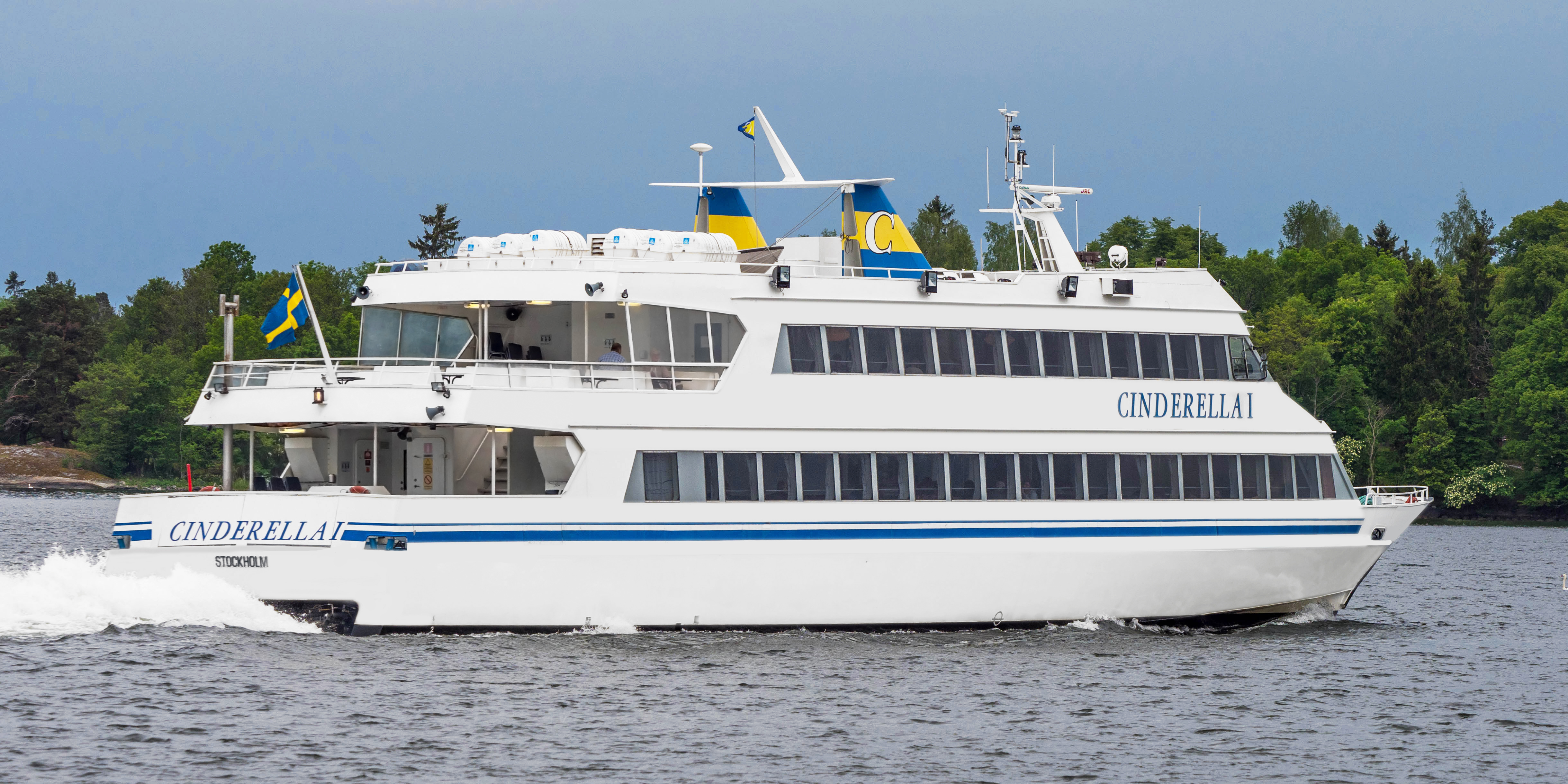
M/S Cinderella I utanför Vaxholm 2017.
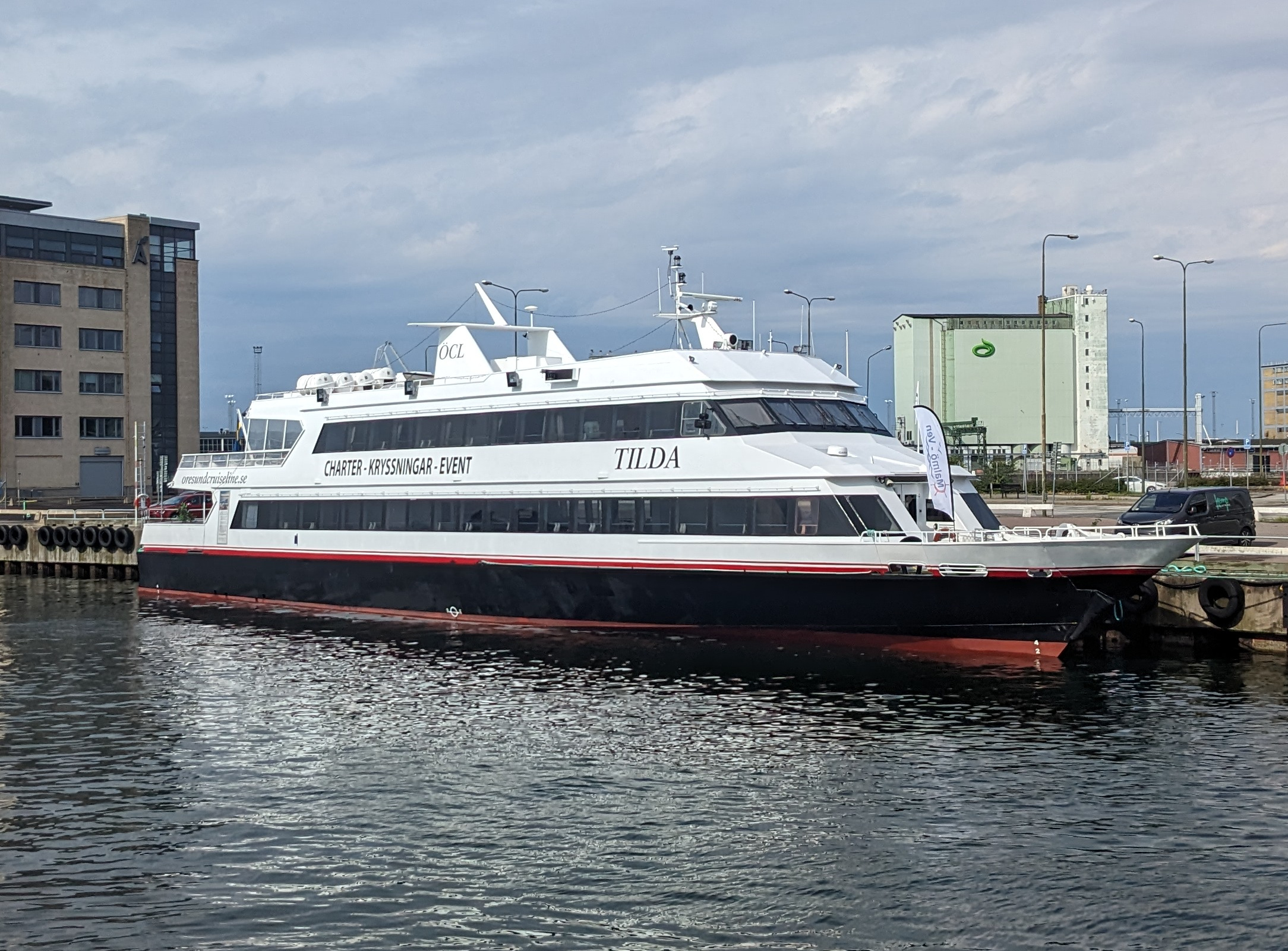
Fartyget nu kallat M/S Tilda i Malmö 2023.

### M/SAskungen
Såldes till Madame Rederi AB i december 2020. M/S Askungen byggdes 1991 på Boghammar Marin, Lidingö. Fartyget tar 173 passagerare, är 28,3 meter långt och 5,64 meter brett. Djupgåendet är 1,20 meter och maskineriet, två st marindieselmotorer MTU V12 183 ger en maxfart på 24 knop.

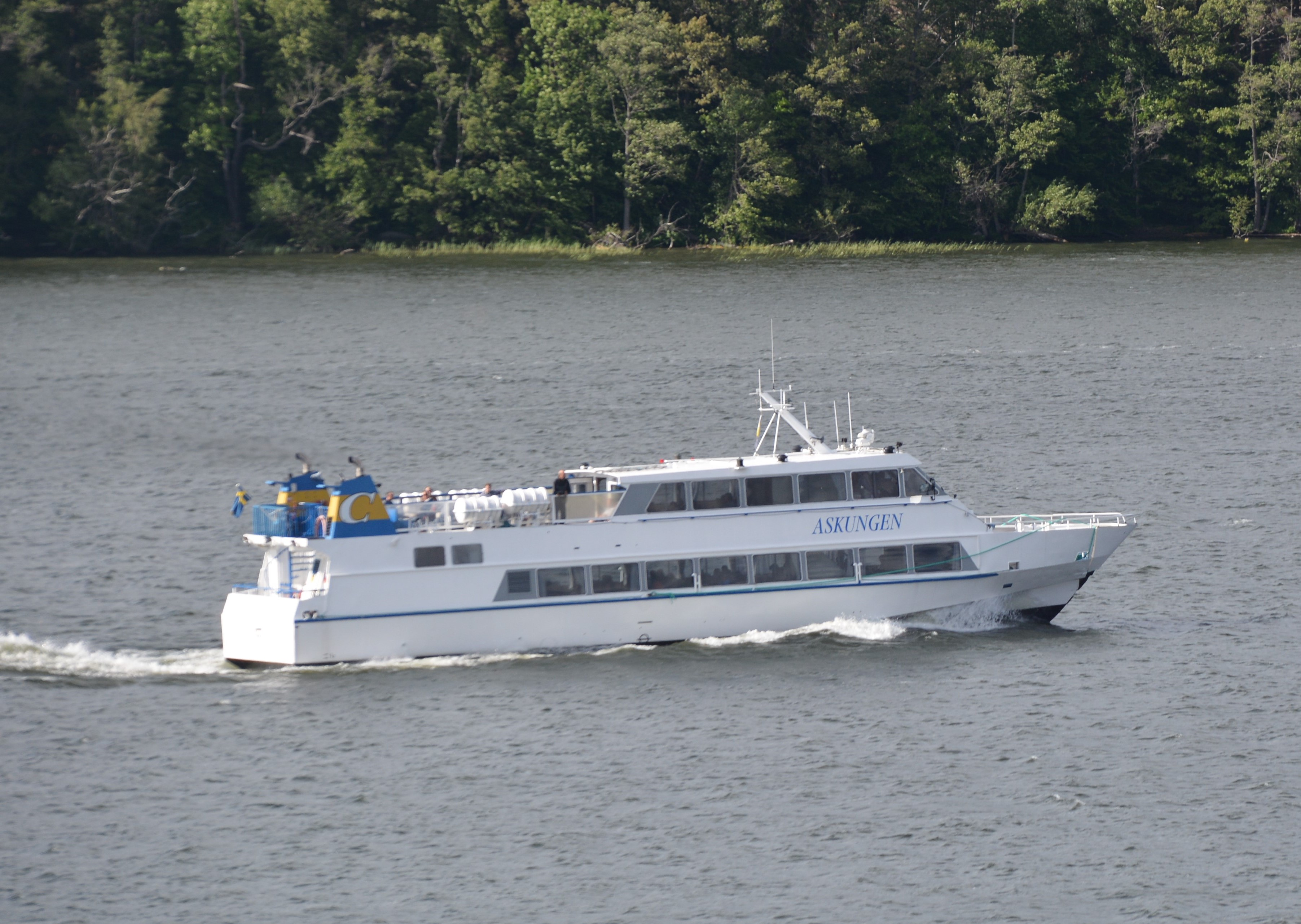
M/S Askungen på Mälaren 2019
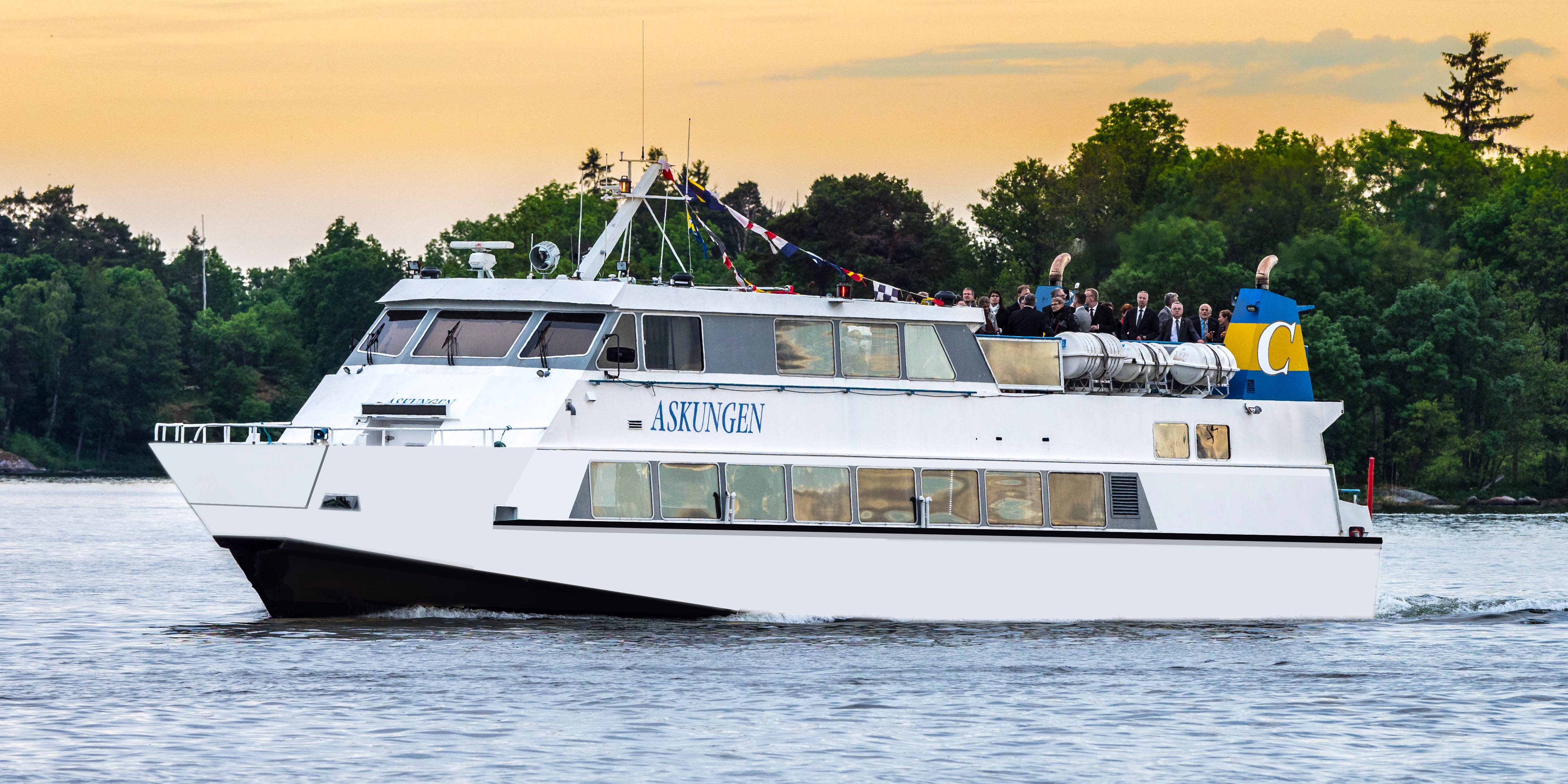
M/S Askungen Lämnar Vaxholm 2017
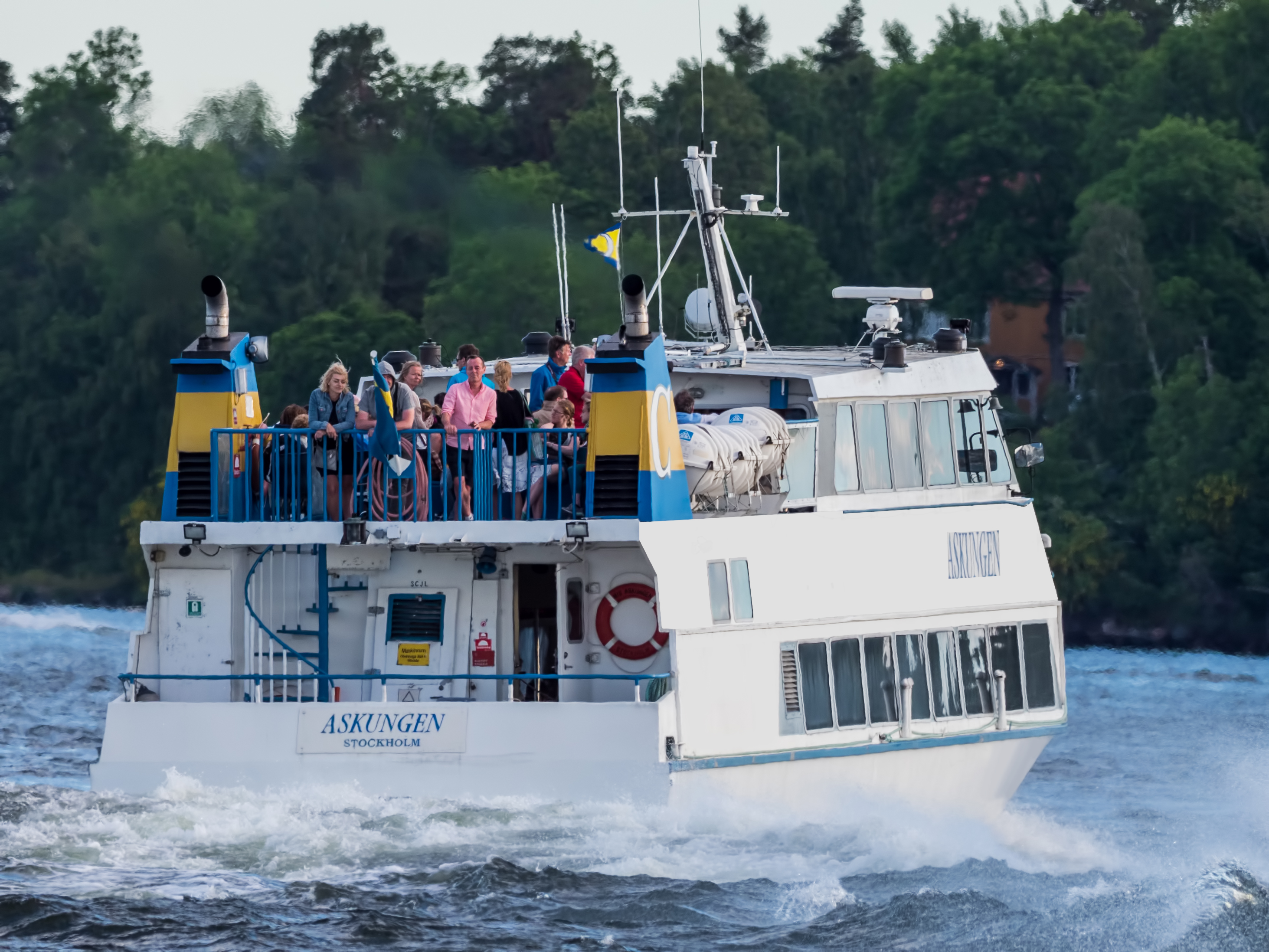
M/S Askungen utanför Stockholm 2017
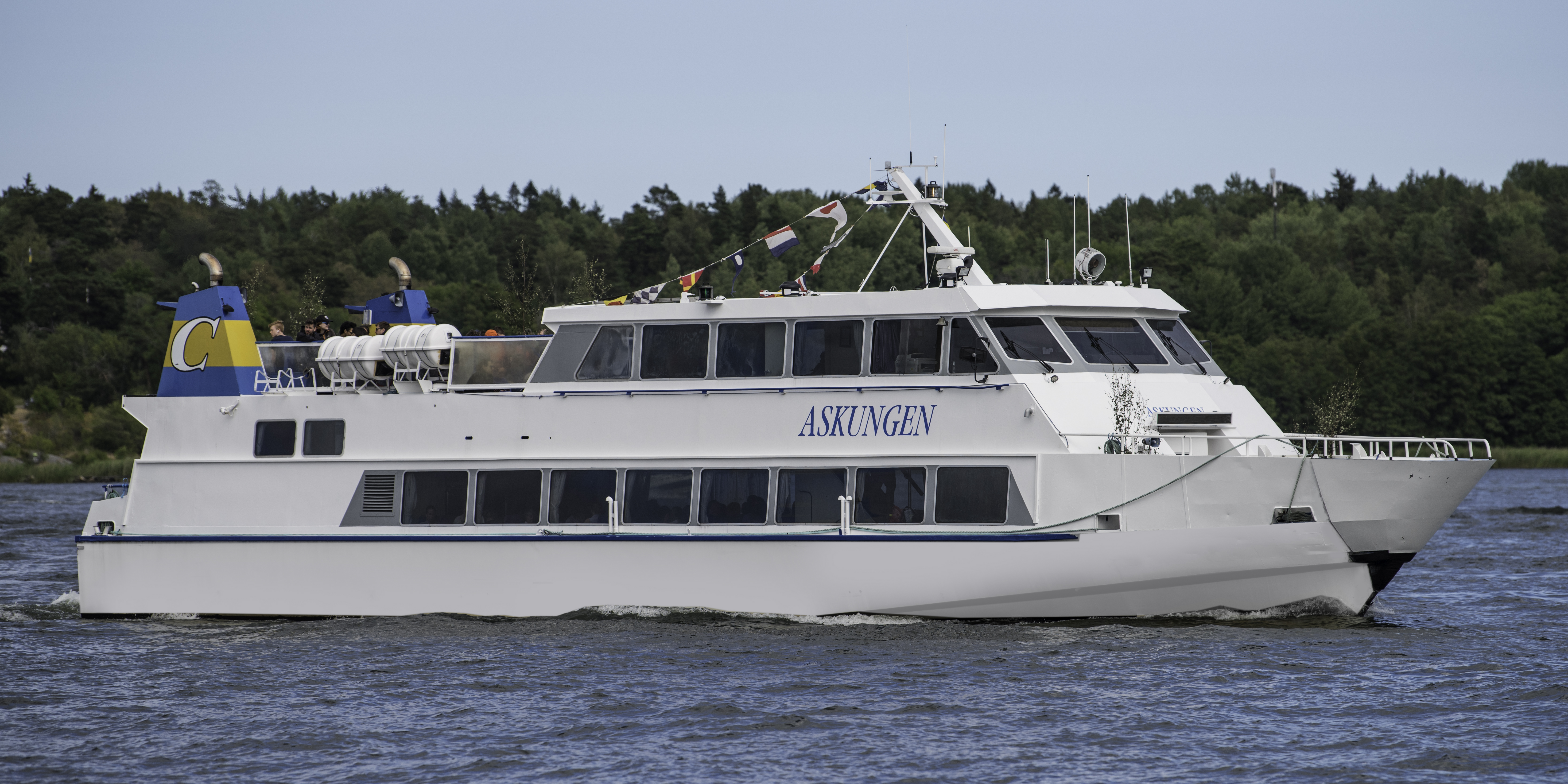
M/S Askungen Lämnar Vaxholm 2018

### M/SEskil
Fartyg byggt 1989 som hette först Gripsholm och senare Fjordtind före 1997 då hon började trafikera för Cinderellabåtarna.

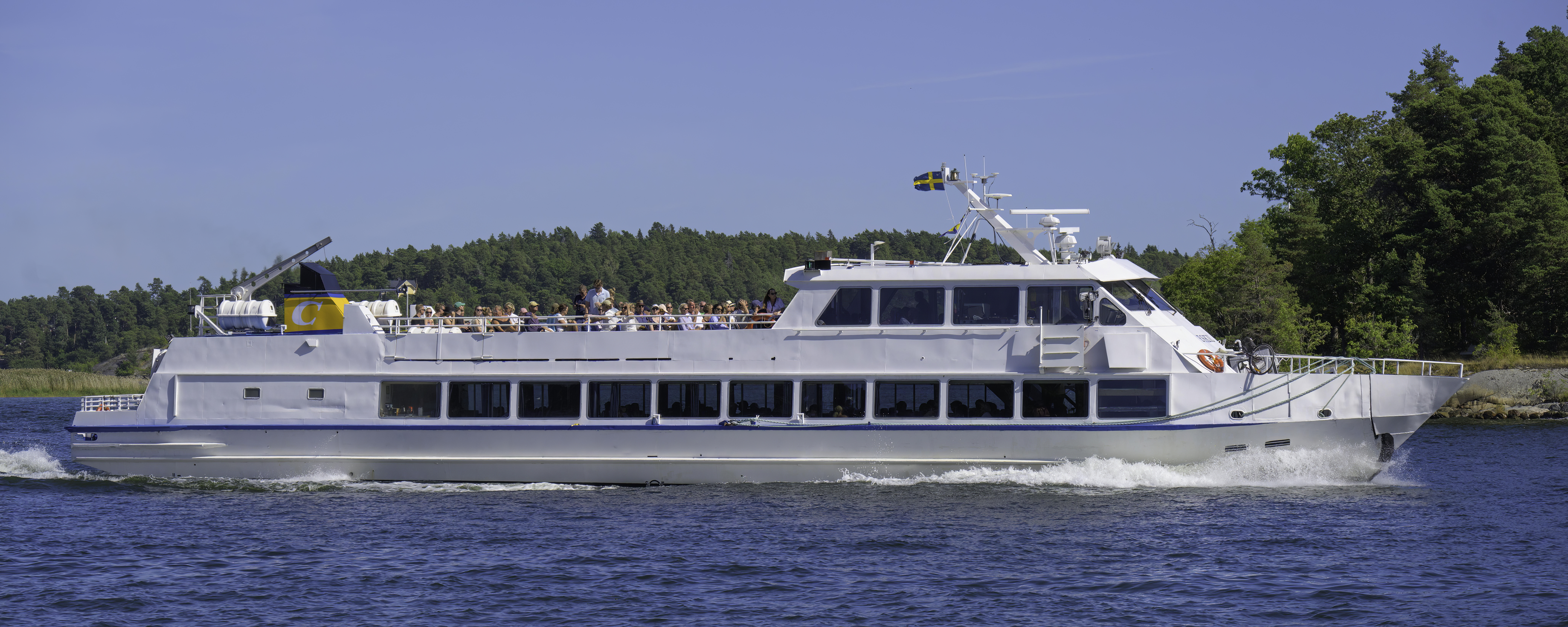
Eskil vid Vaxholm 2022
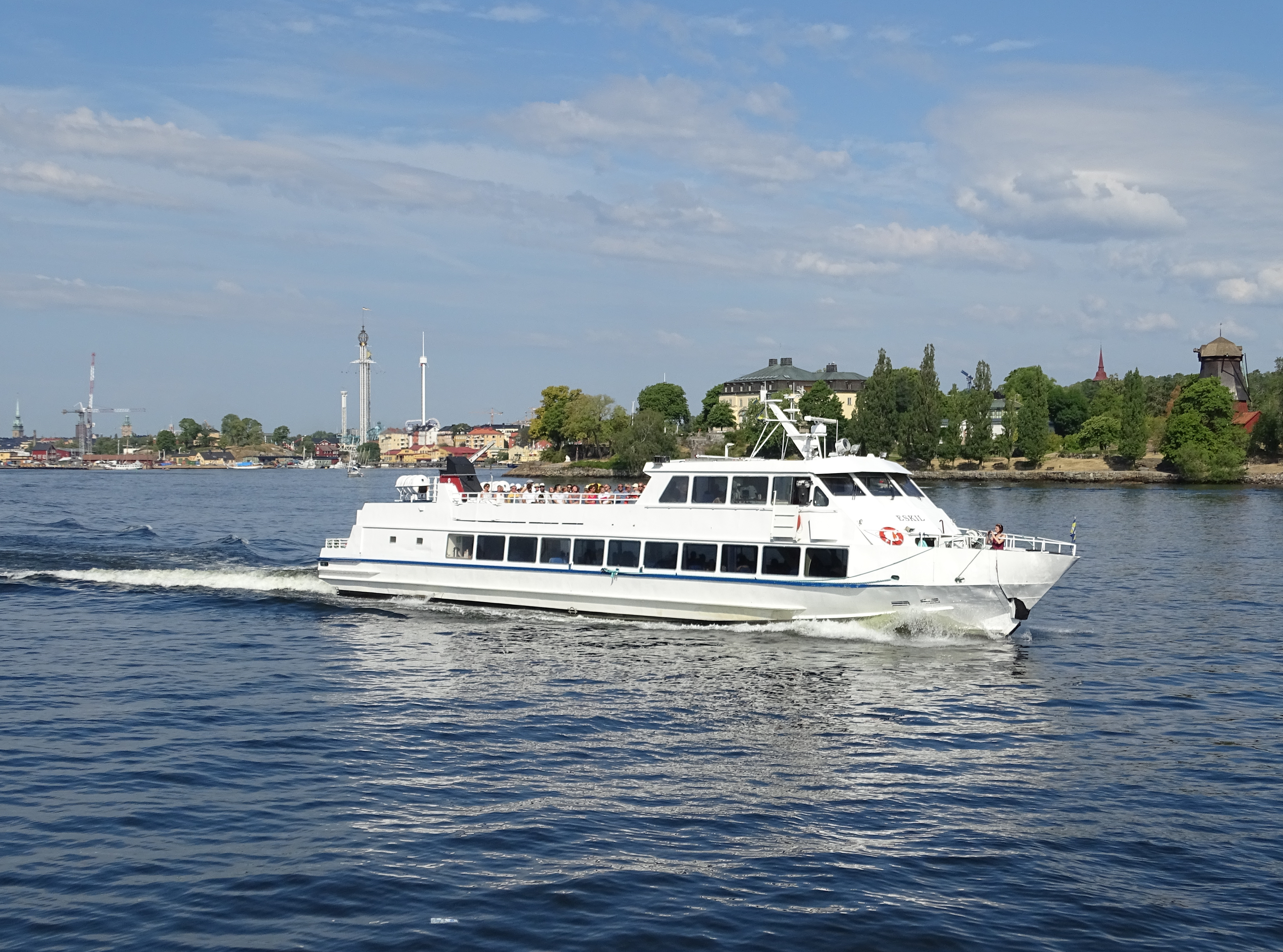
Eskil i Stockholm 2016

## Systerfartyg
Cinderellabåtarna har flera systerfartyg, som också haft samma namn. Ett exempel är Ischia Jet, som byggdes på Marinteknik Verkstads AB i Öregrund 1989 och seglade under namnet Cinderella II tills 1994.  . Ett annat Napoli Jet som tillverkades 1992 också det av Marinteknik Verkstads B i Öregrund.